# 구진 (명나라)

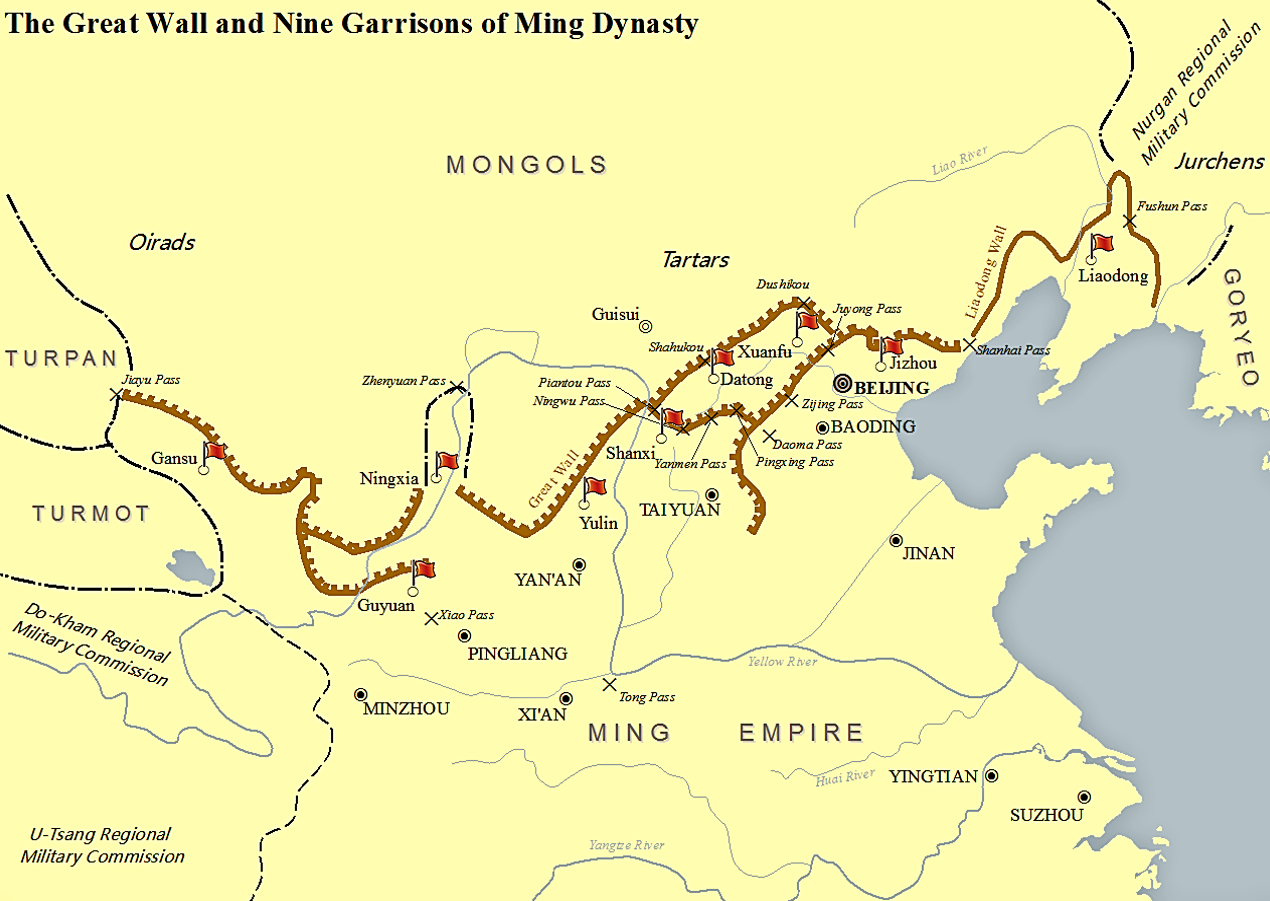
구진

구진(九鎭) 또는 구변(九邊)은 명나라 시대에 만리장성을 따라 세워진 9개의 군사 기지들을 통칭한다. 홍치제의 재위 시기인 1487년과 1505년에 설치되었다.

## 목록
- 요동진 (遼東鎭)
- 선부진 (宣府鎭)
- 대동진 (大同鎭)
- 연수진 (延綏鎭)
- 영하진 (寧夏鎭)
- 감숙진 (甘肅鎭)
- 계주진 (薊州鎭)
- 태원진 (太原鎭)
- 고원진 (固原鎭)